# Túl szexi lány
A Túl szexi lány (eredeti cím: I Feel Pretty) 2018-ban bemutatott amerikai filmvígjáték, amelyet Abby Kohn és Marc Silverstein írt és rendezett. A főbb szerepekben Amy Schumer, Michelle Williams, Rory Scovel, Emily Ratajkowski és Aidy Bryant látható.
Az Amerikai Egyesült Államokban 2018. április 20-án, Magyarországon 2018. június 14-én mutatták be a mozikban.

## Rövid történet
Egy alacsony önbecsülésű lány egy fejsérülést követően hatalmas magabiztosságra tesz szert, mellyel munkájában és magánéletében is sikereket ér el.

## Szereplők
| Szereplő                      | Színész           | Magyar hang         |
| ----------------------------- | ----------------- | ------------------- |
| Renee Bennett                 | Amy Schumer       | Peller Anna         |
| Avery LeClaire                | Michelle Williams | Fodor Annamária     |
| Grant LeClair                 | Tom Hopper        | Miller Zoltán       |
| Ethan                         | Rory Scovel       | Dévai Balázs        |
| Mason                         | Adrian Martinez   | Hajdu Steve         |
| Mallory                       | Emily Ratajkowski | Szilágyi Csenge     |
| Vivian                        | Aidy Bryant       | Bánfalvi Eszter     |
| Jane                          | Busy Philipps     | Ligeti Kovács Judit |
| Lily LeClaire                 | Lauren Hutton     | Kiss Mari           |
| Tasha                         | Sasheer Zamata    | Kálóczi Orsolya     |
| Helen                         | Naomi Campbell    | Timkó Eszter        |
| Luna                          | Angela Davis      | Pálmai Anna         |
| Sasha                         | Gia Crovatin      | Pallai Mara         |
| Lyle                          | Kyle Grooms       | Rada Bálint         |
| Gyógyszertár vezetője         | Lawrence Watson   | Hannus Zoltán       |
| Helyes srác a gyógyszertárban | Kevin Kane        | Bercsényi Péter     |